# Chondrodactylus bibronii
Chondrodactylus bibronii (товстопалий гекон Біброна) — вид геконоподібних ящірок родини геконових (Gekkonidae). Мешкає в Південній Африці. Вид названий на честь французького герпетолога Габріеля Біброна.

## Поширення й екологія
Товстопалі гекони Біброна мешкають на півдні Намібії, на південному заході Ботсвани та в Південно-Африканській Республіці. Вони живуть у саванах на луках і в чагарникових заростях, трапляються серед скель. Відкладають яйця, у кладці 2 яйця.